# 毛颖草属
毛颖草属（学名：Alloteropsis）是禾本科下的一个属，为一年生或多年生草本植物。该属共有5种，分布于东半球温带地区。